# Anjeza Shahini
Anjeza Shahini, född den 4 maj 1987 i Tirana i Albanien, är en albansk musiker. Hon var Albaniens första representant i Eurovision Song Contest 2004 där hon deltog med bidraget "The Image of You" (på albanska "Imazhi yt"). Där hon slutade på en 7:e plats, som var Albaniens bästa placering ända fram till år 2012, då Rona Nishliu slutade 5:a. 2003 blev hon den första vinnaren av Ethet e së premtes mbrëma på Radio Televizioni Shqiptar. 2009 deltog Anjeza i den albanska uttagningen igen med bidraget "Në pasqyrë", men kom på en andra plats, 15 poäng efter segrande Juliana Pasha. Utöver sina deltaganden i Festivali i Këngës 2003 och 2009 deltog hon även år 2006, då med låten "Pse ndal", som hon tog sig till finalen med. Väl i finalen vann Frederik och Aida Ndoci och de kom att representera Albanien i det årets upplaga av Eurovision Song Contest. I december 2012 kom Shahini att delta i Festivali i Këngës 51 med en låt komponerad av Edmond Zhulali. Zhulali var även kompositör till Shahinis vinnarlåt år 2003, "The Image of You". I början på december 2012 meddelade RTSH låttitlarna i tävlingen. Shahini deltog med låten "Love". Hon tog sig till finalen och fick där 62 poäng vilket räckte till en andra plats, 12 poäng efter vinnarna Adrian Lulgjuraj och Bledar Sejko.
Shahini släppte sitt debutalbum, Erdhi momenti, år 2008.

## Karriär
Shahini inledde sin musikaliska karriär då hon deltog i den albanska versionen av Idol, Ethet e së premtes mbrëma vid 16 års ålder år 2003. 

### Eurovision (2004)
I december 2003 deltog Shahini, tillsammans med 29 andra artister, i Festivali i Këngës 42. Samma år hade det blivit klart att detta års upplaga av Festivali i Këngës kom att bli uttagningen av både bidrag och artist då Albanien skulle debutera i Eurovision Song Contest 2004. Shahini debuterade i Festivali i Këngës med en låt som fick titeln "Imazhi yt" (bilden av dig). Låten var en syntetiserad poplåt på albanska, vilket är det enda tillåtna språket för alla deltagande bidrag i Festivali i Këngës. 
Shahini hade placerats i den andra semifinalen av tävlingen som hölls i Pallati i Kongreseve i Tirana den 19 december 2003. Hon fick startnummer 9 av 15 bidrag, där 9 av dessa skulle ta sig vidare till finalen den 20 december. Efter att juryn överlagt stod det klart att Shahini var en av de 9 som tog sig vidare till finalen. 
I finalen fick Shahini startnummer 12, efter Mariza Ikonomi med "Mbi urë" och före Eneda Tarifa med "Qëndroj". Hon ställdes även mot sångare som Evis Mula, Kozma Dushi, Rovena Dilo och Rosela Gjylbegu i finalen. Omröstningen i finalen skedde slutet, det vill säga att juryns bedömningar inte offentliggjordes utan enbart topp tre redovisades. Efter överläggningen stod det klart att Shahini vunnit tävlingen med Mariza Ikonomi som tvåa och Rosela Gjylbegu som trea. Efter att resultatet presenterats blev tvåan, Ikonomi, så besviken att hon lämnade scenen i protest. Resultatet innebar att Shahini kom att bli Albaniens debutbidrag i Eurovision Song Contest som skulle hållas i Istanbul i maj 2004. 

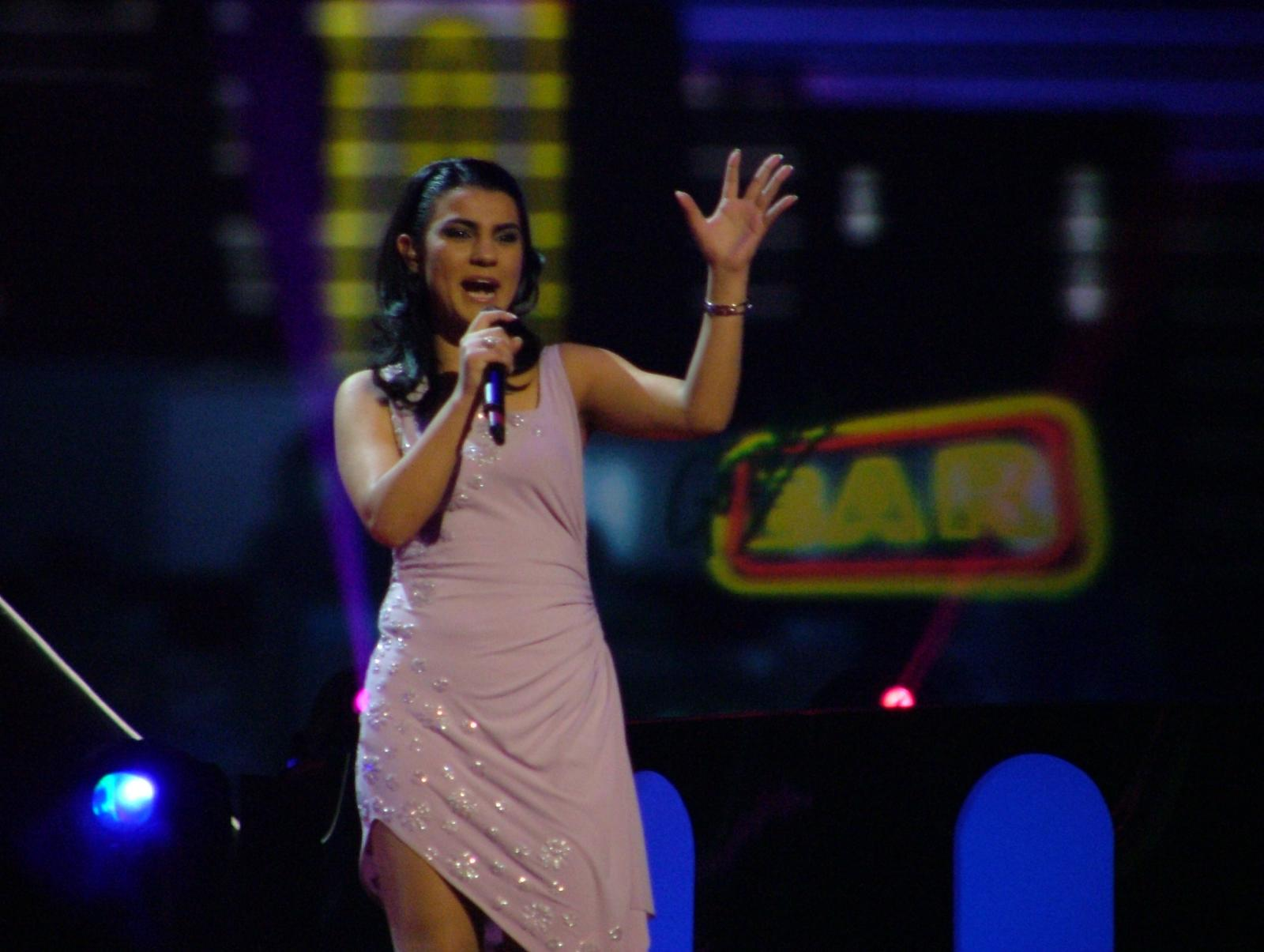
Anjeza Shahini framför The Image of You vid semifinalen av Eurovision Song Contest 2004 i Istanbul.

Inför Eurovision kortade man ner "Imazhi yt" eftersom originallåten var drygt 4 minuter långt vilket hade varit emot EBU:s regler om att bidrag skall vara kring 3 minuter långa. Det nya bidraget översattes även till engelska och fick då titeln "The Image of You".
Vid Eurovision Song Contest 2004 fick Shahini delta i semifinalen den 12 maj 2004 eftersom enbart de 10 länder som placerat sig bäst året innan var kvalificerade för final (plus "The Big Four", vilket gav 14 kvalificerade länder). Från semifinalen skulle även 10 av 22 bidrag komma att ta sig till finalen. Shahini fick framföra sitt bidrag som 13:e i semifinalen, efter Litauen och före Cypern. När resultatet redovisats stod det klart att Shahini tagit sig vidare med god marginal sedan hon fått 167 poäng vilket gav en fjärdeplats i semifinalen. Man hade fått poäng av samtliga länder utom två: Vitryssland och Litauen samt en 12-poängare från Makedonien.
I finalen fick Shahini starta som nummer 9, efter Tyskland och före Ukraina. I finalen fick Shahini 106 poäng vilket räckte till en sjunde plats av 24 bidrag. Resultatet stod sig länge som Albaniens bästa i tävlingen någonsin, innan det år 2012 slogs av Rona Nishliu som slutade femma med "Suus".

### Efter Eurovision (2004–2006)
Efter sitt deltagande i Eurovision Song Contest släppte Shahini låten "Në mes nesh" tillsammans med bandet Marigona från Kosovo. År 2005 meddelade hon att hon skulle göra ett nytt försök i Festivali i Këngës 44, denna gång med låten "Pse ndal". Hon deltog i den andra semifinalen, den 17 december 2005, och tog sig därifrån vidare till finalen tillsammans med 11 andra bidrag. I finalen ställdes Shahini mot 20 andra artister och hon framförde sitt bidrag som nummer 11, efter Sonila Mara och före Albërie Hadërgjonaj. I finalen redovisades, likt år 2003, enbart de tre bäst placerade bidragen där Shahini detta år inte ingick. Vinnare blev istället Luiz Ejlli med "Zjarr e ftohtë". 

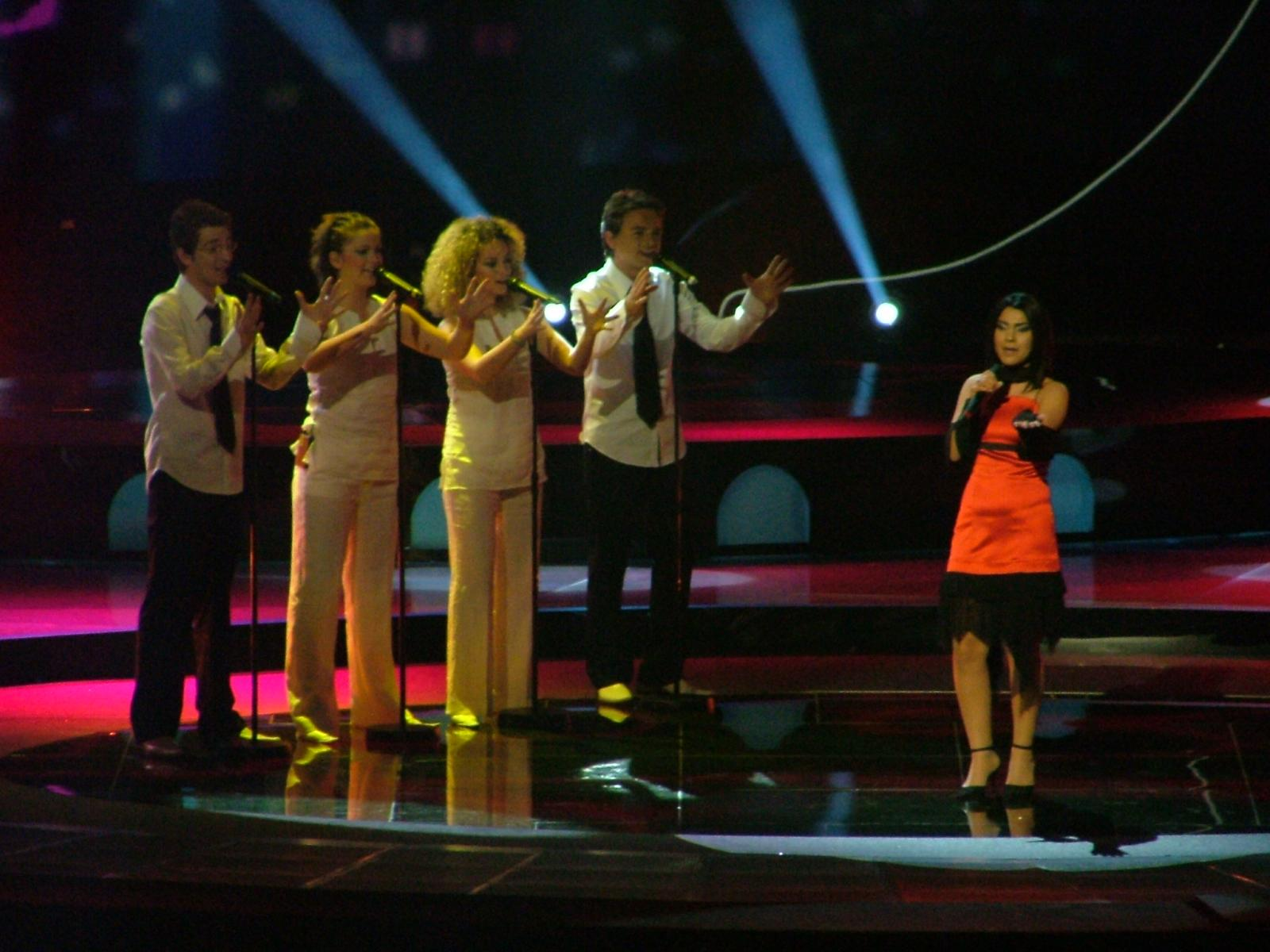
Shahini på scen vid finalen av Eurovision 2004.

Den 3 juni 2006 var Shahini en av de specialinbjudna gästerna vid Euro Video Grand Prix som hölls i Albanien. Hon inledde evenemanget med låten "Welcome to Europe" som senare även släpptes som singel.

### Comeback (2007–2008)
Efter att ha tagit en paus från den albanska musikscenen för att fokusera på musikstudier i Österrike återvände Shahini år 2007 till den albanska musikscenen. Dels var hon en av sångarna vid Këngët e Shekullit 2 (seklets sånger), en framgångsrik serie på TV Klan där man gjorde nya tolkningar av albanska låtar från det gångna seklet. Hon deltog även i Kënga Magjike 9 med låten "Nxënësja më e mirë" (den bästa studenten). Hon tog sig via den andra semifinalen vidare till finalen, där hon slutade på fjärde plats med 362 poäng. Finalen vanns dock av Aurela Gaçe på 529 poäng. Hon tilldelades även Çmimi i Kritikës (kritikerpriset). 

### Debutalbum (2008)
I augusti 2008 släppte Anjeza Shahini sitt debutalbum som fick titeln Erdhi momenti (ögonblicket kom) vilket enbart innehöll nya låtar. Flertalet av låtarna komponerades av Adrian Hila, en av Albaniens mest framgångsrika kompositörer, och med text av Anjezas syster, Bela.

### Festivali i Këngës 48 (2009)
Under hösten 2009 presenterades Shahini som en av deltagarna i Festivali i Këngës 48. Hennes bidrag hade titeln "Në pasqyrë". Upplägget för 2009 års tävling var något annorlunda: istället för att anordna två semifinaler hade man istället en presentationskväll och en kväll med duettframträdanden. Detta innebar att alla deltagare i tävlingen automatiskt var klara för finalen. Shahini kom att göra ett duettframträdande av sin låt tillsammans med Eneda Tarifa.
I finalen fick Shahini startnummer 6, efter Dorina Garuci och före Erti Hizmo & Linda Halimi. Av juryn fick Shahini 118 poäng, vilket räckte till att sluta tvåa. Vann gjorde Juliana Pasha med "Nuk mundem pa ty" på 133 poäng. Trea blev Kamela Islamaj på 116 poäng.

### Top Fest (2011)
2011 debuterade Shahini i Top Fest, en av de mer populära musiktävlingarna i Albanien. Hon deltog tillsammans med Zig Zag Orchestra och Dren Abazi och med låten "Ti dhe unë". Med låten lyckades de ta sig vidare till finalen av tävlingen som hölls i juni 2011. De tilldelades i finalen priset Çmimi Interpretuesi Më i Mirë (bästa framträdande). Efter tävlingen sade Shahini att hon "vunnit det finaste priset i Top Fest". Elvana Gjata vann huvudpriset i tävlingen med låten "Me ty", en hyllning till den bortgångna sångerskan Elsina Hidersha (Emmy).

### Festivali i Këngës 51 (2012)
Shahini ställde upp i tävlingen för fjärde gången år 2012 med låten "Love" som trots den engelska titeln var på albanska. Shahini deltog i den andra semifinalen som nummer 6 av 13 bidrag. Shahini tog sig efter juryns överläggning vidare till finalen.
I finalen framförde Anjeza Shahini sitt bidrag som nummer 12 av 17. Hon framförde efter Vesa Luma med "S'jam perfekt" och före Adrian Lulgjuraj & Bledar Sejko med "Identitet". När juryn avslöjade sina röster stod det klart att Shahini fått höga poäng av alla sju domare: som högst 10 (av maximala 12) och som lägst 8. Detta gav totalt 62 poäng vilket räckte till att sluta tvåa, endast slagen av Lulgjuraj & Sejko på 74 poäng.

### Ny singel (2014–)
I mars 2014 släppte Shahini balladen "Ujë në shkretëtirë" (svenska: Vatten i öknen). Låten skrevs av Olti Curri med musik av Mario Deda. Till låten släpptes även en officiell musikvideo som släpptes på Youtube 8 mars. Låtens musikvideo spelades in i Albaniens olika landskap och producerades av ID Video Production.

## Privatliv
Sedan 2012 är hon bosatt i Storbritanniens huvudstad London. Shahini gifte sig under sommaren 2015 med den brittiske diplomaten Paul Connolly. .

## Diskografi

### Album
- 2008 – Erdhi momenti

### Singlar
- 2003 – "Imazhi yt"
- 2005 – "Në mes nesh"
- 2005 – "Pse ndal"
- 2006 – "Welcome to Europe"
- 2007 – "Nxënësja më e mirë"
- 2008 – "Lot pendimi"
- 2009 – "Në pasqyrë"
- 2011 – "Ti dhe unë"
- 2012 – "Të desha shumë"
- 2012 – "Kastanielied" (feat. Martin Kilger)
- 2012 – "Love"
- 2014 – "Ujë në shkretëtirë"

### Fotnoter
1. 1 2  Brey, Marco (27 december 2009). ”Juliana Pasha to represent Albania in Oslo!”. EBU. http://www.eurovision.tv/page/news?id=7833&_t=Juliana+Pasha+to+represent+Albania+in+Oslo!. Läst 27 december 2009.
2. 1 2  Rapo, Juha (31 oktober 2012). ”26 Albanian artist names revealed” (på engelska). esctoday. http://www.esctoday.com/?p=38361.
3. ↑  Brey, Marco (2 december 2012). ”Albania: Festivali i Këngës line-up revealed” (på engelska). EBU. http://www.eurovision.tv/page/news?id=albania_festivali_i_kenges_line-up_revealed. Läst 3 december 2012.
4. 1 2  Escudero, Victor M.. ”Adrian Lulgjuraj & Bledar Sejko win Festivali i Këngës!” (på engelska). EBU. http://www.eurovision.tv/page/news?id=adrian_lulgjuraj_and_bledar_sejko_win_festivali_i_kenges.
5. ↑  Anjeza Shahini - "Imazhi yt" video på Youtube.
6. ↑  ”Eurovision Song Contest 2004 - Semi Final 2 - Scoretable” (på engelska). EBU. Arkiverad från originalet den 22 april 2012. https://web.archive.org/web/20120422181833/http://www.eurovision.tv/page/history/by-year/contest?event=9.
7. ↑  ”Eurovision Song Contest 2004 - Final - Scoreboard” (på engelska). EBU. http://www.eurovision.tv/page/history/by-year/contest?event=8#Scoreboard.
8. ↑  ”Eurovision Song Contest 2012 - Final - Scoreboard” (på engelska). EBU. Arkiverad från originalet den 22 januari 2013. https://web.archive.org/web/20130122000000/http://www.eurovision.tv/page/history/by-year/contest?event=1593.
9. ↑  Euro Video Grand Prix (TV 2006) IMDb (engelska)
10. ↑  ”Kënga Magjike Viti 2007” (på albanska). kengamagjike.com. Arkiverad från originalet den 16 februari 2013. https://web.archive.org/web/20130216084246/http://www.kengamagjike.com/wp/viti-2007/.
11. ↑  Klier, Marcus (15 augusti 2008). ”Albania: Anjeza Shahini releases debut album” (på engelska). esctoday. http://www.esctoday.com/12210/albania_anjeza_shahini_releases_debut_album/.
12. ↑  Brey, Marco (12 december 2008). ”Albania: RTSH publish details about national final” (på engelska). EBU. http://www.eurovision.tv/page/news?id=7583&_t=Albania%3A+RTSH+publish+details+about+national+final.
13. ↑  ”Anjeza Shahini in Top Fest 8” (på engelska). AlbaVision. http://albavisiontk.blogspot.se/2011/03/anjeza-shahini-in-top-fest-8.html.
14. ↑  ”Top Fest 8 Cmimet!” (på albanska). Albavipnews. http://albavipnews.blogspot.se/2011/06/top-fest-8-cmimet.html.
15. ↑  ”Anjeza Shahini: Fituam çmimin më të bukur në Top Fest” (på albanska). topfestawards.com. 8 juni 2011. Arkiverad från originalet den 14 december 2011. https://web.archive.org/web/20111214081651/http://www.topfestawards.com/topfest8/index.php/2011/06/08/anjeza-shahini-fituam-cmimin-me-te-bukur-te-top-fest/.
16. ↑  Sahiti, Gafurr (6 december 2012). ”Festivali i Kenges 51, rehearsals kicked off today” (på engelska). esctoday. http://www.esctoday.com/?p=39504.
17. ↑  Sahiti, Gafurr (30 november 2012). ”Festivali i Kenges 51, running order announced” (på engelska). esctoday. http://www.esctoday.com/?p=39384.
18. ↑  Escudero, Victor M. (22 december 2012). ”Tonight: Festivali i Këngës Final in Albania” (på engelska). EBU. http://www.eurovision.tv/page/news?id=tonight_festivali_i_kenges_final_in_albania.
19. ↑  Besim, Ramadan (14 mars 2014). ”ALBANIA: ANJEZA SHAHINI RELEASES UJË NË SHKRETËTIRË” (på engelska). Wiwibloggs. http://wiwibloggs.com/2014/03/14/albania-anjeza-shahini-releases-uje-ne-shkretetire/42643/.
20. ↑  UJE NE SHKRETETIRE - ANJEZA SHAHINI (Official) Officiell musikvideo på Youtube.
21. ↑  Anjeza Shahini, Planet Për Fejesë Me Diplomatin Anglez Arkiverad 22 juli 2014 hämtat från the Wayback Machine. Teksteshqip.
22. ↑  Anjeza Shahini Drejt Londrës Për Takuar Të Dashurin Anglez Arkiverad 22 juli 2014 hämtat från the Wayback Machine. Teksteshqip.